# Jasenka Villbrandt

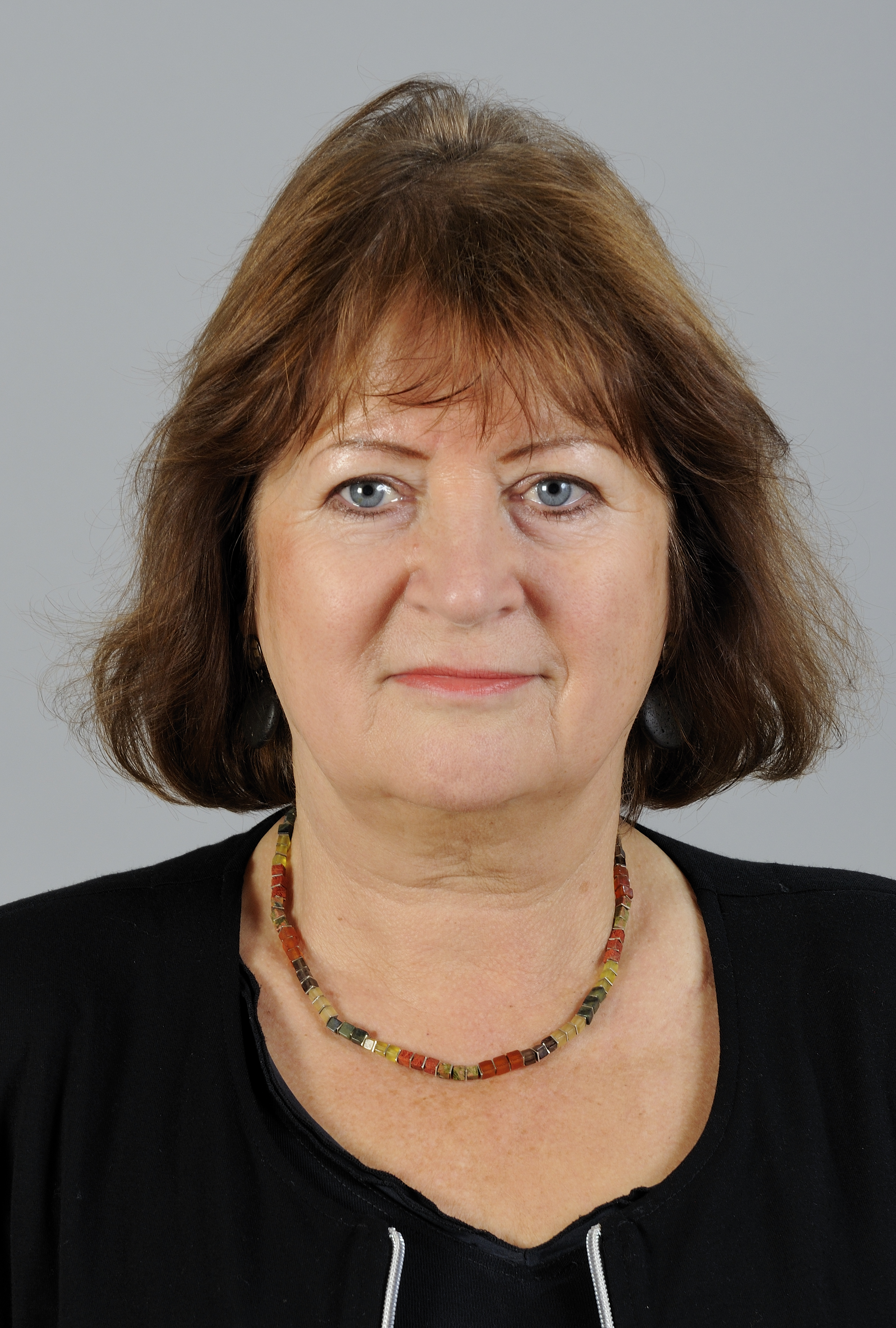
Jasenka Villbrandt (2013)

Jasenka „Senka“ Villbrandt (* 6. Juni 1951 in Zagreb, Jugoslawien) ist eine aus Kroatien stammende deutsche Pädagogin und Politikerin der Grünen. Sie war von 2004 bis 2016 Mitglied des Berliner Abgeordnetenhauses und Sprecherin für Soziales.

## Leben
Villbrandt machte 1969 Abitur in Zagreb und studierte anschließend in Zagreb Pharmazie. 1971 ging sie nach Berlin, um bei der Firma DeTeWe als Gastarbeiterin zu arbeiten. Von 1974 bis 1980 arbeitete sie als Erzieherin im multinationalen Kindergarten „Muki“ im Bezirk Zehlendorf. Anschließend war sie bis 1983 Erzieherin beim Land Berlin im Modellversuch „Sozialisationshilfen für ausländische Kinder im Kindergarten“. Seit 1985 ist sie als Sozialarbeiterin im Treffpunkt und Beratung für Frauen aus dem ehemaligen Jugoslawien in Trägerschaft der AWO Berlin angestellt (seit 2004 beurlaubt). 1988 schloss sie ein Studium der Erziehungswissenschaften an der FU Berlin als Diplom-Pädagogin ab.

## Politik
Bereits seit Mitte der 1980er Jahre engagierte sich Villbrandt im Jugendhilfebereich der Alternativen Liste. Seit 1989 ist sie Mitglied der Grünen und dort inzwischen sowohl Landesdelegierte als auch Bundesdelegierte.
Von 1992 bis 1999 war sie Mitglied der BVV Schöneberg. 2004 rückte Villbrandt für den ausscheidenden Wolfgang Wieland in das Abgeordnetenhaus nach und wurde 2006 über die Landesliste gewählt. Sie war dort Stellvertretende Vorsitzende des Ausschusses für Integration, Arbeit, Berufliche Bildung und Soziales und ist Sprecherin der Fraktion für Sozialpolitik, Senioren und Menschen mit Behinderungen. Bei den Abgeordnetenhauswahlen 2011 wurde Villbrandt über einen Listenplatz wiedergewählt.